# Matthieu Cointerel
Matthieu Cointerel, italianiserat Matteo Contarelli, född 1519 i Morannes, död 29 november 1585 i Rom, var en fransk kardinal och mecenat. Han var påvlig datarius från 1573 till 1585.

## Biografi
Matthieu Cointerel studerade vid bland annat Angers universitet. Påve Gregorius XIII utnämnde den 1 juni 1573 Cointerel till påvlig datarius; han blev alltså ordförande för Dataria Apostolica, som bland annat förberedde påvliga resolutioner samt behandlade dispenser i äktenskapsfrågor. 
Den 12 december 1583 upphöjde påve Gregorius XIII Cointerel till kardinalpräst med Santo Stefano al Monte Celio som titelkyrka. Kardinal Cointerel deltog i konklaven 1585, vilken valde Sixtus V till ny påve.

## Mecenatskap
Matthieu Cointerel var en generös mecenat. Han bekostade uppförandet av kyrkan Santa Sinforosa i Tivoli. Han är dock särskilt känd för att ha deltagit i restaureringen och ombyggnaden av den franska nationskyrkan i Rom, San Luigi dei Francesi. I denna kyrka efterlämnade han medel för dekorationen av Cappella Contarelli, invigt åt evangelisten Matteus.
Kardinal Cointerel avled i Rom år 1585 och är begravd i Cappella Contarelli i San Luigi dei Francesi.

### Webbkällor
- ”COINTEREL, Matthieu (1519–1585)” (på engelska). The Cardinals of the Holy Roman Church. Salvador Miranda. Arkiverad från originalet den 12 augusti 2020. http://archive.md/XHkDH. Läst 12 augusti 2020.
- ”Matthieu Cardinal Cointerel” (på engelska). Catholic Hierarchy. Arkiverad från originalet den 12 augusti 2020. http://archive.vn/hvTQS. Läst 12 augusti 2020.